# Corticaria orbicollis
Corticaria orbicollis är en skalbaggsart som beskrevs av Mannerheim 1853. Corticaria orbicollis ingår i släktet Corticaria, och familjen mögelbaggar. Arten är reproducerande i Sverige.